# Fujimi Shobō
Fujimi Shobō (富士見書房?) è una casa editrice giapponese specializzata nella pubblicazione di light novel, manga, giochi di ruolo e carte collezionabili. L'azienda è stata fondata nel 1991 come filiale della Kadokawa Shoten.

## Pubblicazioni

### Riviste
Riviste di light novel
- Fantasia Battle Royal
- Monthly Dragon Magazine

Riviste di manga
- Monthly Dragon Age
- Dragon Age Pure

### Giochi di ruolo
- Arianrhod RPG
- Demon Parasite
- Double Cross
- GURPS (translated)
- Sword World RPG
- Sword World 2.0

### Carte collezionabili
- Dragon All-Stars
- Monster Collection
- Project Revolution